# Gauliga Moselland 1942/43
Die Gauliga Moselland 1942/43 war die zweite Spielzeit der Gauliga Moselland des Fachamtes Fußball. Die Gauliga wurde in dieser Saison erneut in zwei Gruppen mit je sechs Mannschaften im Rundenturnier ausgetragen. Die beiden Gruppensieger trafen dann in zwei Finalspielen aufeinander, um die Gaumeisterschaft auszuspielen. Am Ende konnte sich TuS Neuendorf durchsetzen und zum ersten Mal Gaumeister werden. Dadurch qualifizierten sich die Neuendorfer für die deutsche Fußballmeisterschaft 1942/43, bei der sie bereits in der ersten Runde nach einer 0:2-Heimniederlage gegen den SV Victoria Köln ausschieden.

## Gruppe Ost
| Pl. | Verein                  | Sp. | S | U | N | Tore    | Quote | Punkte |
| --- | ----------------------- | --- | - | - | - | ------- | ----- | ------ |
| 1.  | TuS Neuendorf           | 10  | 9 | 0 | 1 | 082:160 | 5,13  | 18:20  |
| 2.  | Eintracht Bad Kreuznach | 10  | 6 | 1 | 3 | 037:270 | 1,37  | 13:70  |
| 3.  | Spvgg Andernach A       | 10  | 6 | 1 | 3 | 025:250 | 1,00  | 13:70  |
| 4.  | Germania Mudersbach (N) | 10  | 5 | 0 | 5 | 052:250 | 2,08  | 10:10  |
| 5.  | FV Engers 07            | 10  | 2 | 0 | 8 | 019:690 | 0,28  | 04:16  |
| 6.  | FC Viktoria Neuwied     | 10  | 1 | 0 | 9 | 020:730 | 0,27  | 02:18  |

| (N) | Aufsteiger aus der 1. Klasse |

## Gruppe West
| Pl. | Verein                  | Sp. | S | U | N | Tore    | Quote | Punkte |
| --- | ----------------------- | --- | - | - | - | ------- | ----- | ------ |
| 1.  | FK Niederkorn (N)       | 10  | 6 | 3 | 1 | 029:170 | 1,71  | 15:50  |
| 2.  | SV Düdelingen           | 10  | 5 | 3 | 2 | 024:160 | 1,50  | 13:70  |
| 3.  | FV Stadt Düdelingen (M) | 10  | 6 | 1 | 3 | 021:170 | 1,24  | 13:70  |
| 4.  | SV Moselland Luxemburg  | 10  | 4 | 2 | 4 | 032:240 | 1,33  | 10:10  |
| 5.  | SV Schwarz-Weiß Esch    | 10  | 2 | 1 | 7 | 026:330 | 0,79  | 05:15  |
| 6.  | Eintracht Trier         | 10  | 2 | 0 | 8 | 013:380 | 0,34  | 04:16  |

| (M) | Titelverteidiger             |
| (N) | Aufsteiger aus der 1. Klasse |

## Finale Gaumeisterschaft
|                                    | Gesamt |                                   | Hinspiel | Rückspiel |
| ---------------------------------- | ------ | --------------------------------- | -------- | --------- |
| FK Niederkorn (Sieger Gruppe West) | 4:5    | TuS Neuendorf (Sieger Gruppe Ost) | 3:0      | 1:5       |

## Trivia
Das Spiel in der Gruppe Ost zwischen Germania Mudersbach und FV Engers 07, welches 32:0 ausging, war der höchste Sieg aller Gauligen in Deutschland in der Zeit zwischen 1933 und 1945.

## Aufstiegsrunde
Qualifiziert waren die Sieger der 1. Klassen.

### Gruppe Ost
Aufstiegsspiele aus dem Bereich Ost sind aktuell nicht überliefert, die Reichsbahn-SG Betzdorf als Sieger der 1. Klasse Altenkirchen stieg auf.

### Gruppe West
Der SV 1915 Beggen zog sich Mitte der Aufstiegsrunde zurück, wodurch ursprünglich alle noch ausstehenden Spiele von Beggen als Sieg für den Gegner mit 0:0-Toren gewertet wurden. Dadurch stand der FV Rümelingen bereits vorzeitig als Aufsteiger fest, so dass das noch ausstehende Spiel Rote Erde Esch gegen Schwarz-Weiß Wasserbillig nicht mehr zur Austragung kam. Im Oktober 1943, kurz vor Beginn der nächsten Gauligaspielzeit wurde dann beschlossen, dass die Spiele von Beggen annulliert werden und dadurch das Spiel Esch gegen Wasserbillig doch noch zur Austragung kommen soll. Da Wasserbillig dieses Spiel gewann und zu diesem Zeitpunkt bereits die Tordifferenz statt dem Torquotienten zur Anwendung kam, stieg schlussendlich Wasserbillig anstatt Rümelingen auf. Ein Protest dagegen wurde abgewiesen.
Kreuztabelle
| 1942/43                   | WAS   | RÜM | ROT | BEG  |
| ------------------------- | ----- | --- | --- | ---- |
| Schwarz-Weiß Wasserbillig |       | 1:1 | 3:2 | +0:0 |
| FV Rümelingen             | 0:0   |     | 2:1 | +0:0 |
| Rote Erde Esch            | 1:3 a | 1:2 |     | +0:0 |
| SV 1915 Beggen            | 3:0   | 1:4 | 2:3 |      |

 Urspr. Abschlusstabelle
| Pl. | Verein                                                   | Sp. | S | U | N | Tore    | Quote | Punkte |
| --- | -------------------------------------------------------- | --- | - | - | - | ------- | ----- | ------ |
| 1.  | FV Rümelingen (Sieger SK Esch Gruppe B)                  | 6   | 4 | 2 | 0 | 009:400 | 2,25  | 10:20  |
| 2.  | Schwarz-Weiß Wasserbillig (Sieger SK Luxemburg Gruppe A) | 5   | 2 | 2 | 1 | 004:600 | 0,67  | 06:40  |
| 3.  | Rote Erde Esch (Sieger SK Esch Gruppe A)                 | 5   | 2 | 0 | 3 | 007:900 | 0,78  | 04:60  |
| 4.  | SV 1915 Beggen (Sieger SK Luxemburg Gruppe B)            | 6   | 1 | 0 | 5 | 006:700 | 0,86  | 02:10  |

Abschlusstabelle im Oktober 1943
| Pl. | Verein                                                   | Sp. | S | U | N | Tore    | Diff. | Punkte |
| --- | -------------------------------------------------------- | --- | - | - | - | ------- | ----- | ------ |
| 1.  | Schwarz-Weiß Wasserbillig (Sieger SK Luxemburg Gruppe A) | 4   | 2 | 2 | 0 | 007:400 | +3    | 06:20  |
| 2.  | FV Rümelingen (Sieger SK Esch Gruppe B)                  | 4   | 2 | 2 | 0 | 005:300 | +2    | 06:20  |
| 3.  | Rote Erde Esch (Sieger SK Esch Gruppe A)                 | 4   | 0 | 0 | 4 | 005:100 | −5    | 0:80   |
| 4.  | SV 1915 Beggen (Sieger SK Luxemburg Gruppe B)            | 0   | 0 | 0 | 0 | 000:000 | ±0    | 0:0    |